# 小布勢村
小布勢村（おふせむら）は、かつて新潟県佐渡郡にあった村。

## 地理
- 島嶼：佐渡島

## 沿革
- 1889年（明治22年）4月1日 - 町村制施行に伴い羽茂郡大小村、大倉谷村、田切須村、西三川村が合併し、小布勢村が発足。
- 1896年（明治29年）4月1日 - 郡の統合により佐渡郡に所属[1]。
- 1901年（明治34年）11月1日 - 佐渡郡亀ノ脊村と合併し、西三川村となり消滅。